# Chillisquaque Creek
Der Chillisquaque Creek ist ein 32,5 km langer Nebenfluss des West Branch Susquehanna River und durchfließt die Countys Columbia, Montour und Northumberland in Pennsylvania, Vereinigte Staaten.
Als Teil des Gewässersystems der Chesapeake Bay entwässert der Chillisquaque Creek Bereiche von vier Counties (die drei genannten sowie Lycoming). Der Fluss durchfließt in südwestlicher Richtung durch Sandstein, Schiefer sowie Kalkstein ein Tal der Appalachen. 
Im Jahr 2000 entfielen auf das 290 km² große und von 6620 Menschen bewohnte Einzugsgebiet des Flusses 67,9 % landwirtschaftliche und 29,5 % forstwirtschaftliche Flächen.

## Name
Laut Donehoo ist Chillisquaque eine Verballhornung von Chililisuagi, was in der Sprache der Shawnee so viel wie Ort der Schneevögel bedeutet. Nahe der Mündung des Flusses befand sich seit etwa 1728 ein Dorf der Shawnee, das in den Berichten mehrerer früher Kolonisten erwähnt wird. In der frühesten Erwähnung des Flusses und des Dorfes, einer Petition der Shawnees an die Provinz Pennsylvania, heißen sie Shallyschohking. Conrad Weiser wählte die Schreibweise Zilly-squachne, als er auf seinem Weg nach Norden nach Onondaga, der Hauptstadt der Irokesen, den Fluss überquerte und durch das Dorf reiste. Aus dem Jahr 1754 stammt die Schreibweise Chelisquaqua und in Sculls Karte von 1759 erscheint Chillisquaquy. 1770, als hier die ersten Siedler eintrafen, wird in einer weiteren Karte von Scull die heutige Schreibweise verwendet. Dies sind alles Variationen von Chalakatha, einer der fünf Shawnee-Stammessippen sowie des Dorfes, in dem diese Sippe lebte.
Nach dem Fluss wurden die heutigen Townships East Chillisquaque und West Chillisquaque benannt sowie das unselbständige Dorf im zweitgenannten Township, die sich alle im Northumberland County befinden.